# Municipio de Susquehanna (condado de Juniata)
El municipio de Susquehanna (en inglés: Susquehanna Township) es un municipio ubicado en el condado de Juniata en el estado estadounidense de Pensilvania. En el año 2000 tenía una población de 1.261 habitantes y una densidad poblacional de 29.5 personas por km².

## Geografía
El municipio de Susquehanna se encuentra ubicado en las coordenadas 40°37′00″N 77°00′59″O / 40.61667, -77.01639.

## Demografía
Según la Oficina del Censo en 2000 los ingresos medios por hogar en la localidad eran de $40,598 y los ingresos medios por familia eran de $42,885. Los hombres tenían unos ingresos medios de $30,313 frente a los $24,091 para las mujeres. La renta per cápita de la localidad era de $14,890. Alrededor del 7,5% de la población estaba por debajo del umbral de pobreza.